# 10,4 cm Feldkanone M. 15
Il 10,4 cm Feldkanone M. 15 era un cannone prodotto in Austria-Ungheria dalla Škoda ed impiegato durante la prima guerra mondiale. Fu impiegato come artiglieria di corpo d'armata dal Regio Esercito durante la Guerra d'Etiopia e la seconda guerra mondiale, denominato "Cannone da 104/32" e, dopo il 1938, "Cannone da 105/32". Dopo l'8 settembre 1943, fu impiegato dall'artiglieria della Xª MAS, mentre la Wehrmacht rilevò i pezzi del Regio Esercito ridenominandoli 10.5 cm Kanone 320(i).

## Impiego nel Regio Esercito
I pezzi catturati dopo la battaglia di Vittorio Veneto ed altri ceduti in conto riparazioni di guerra al Regno d'Italia furono ridenominati Cannone da 104/32, dove il 32 indicava la lunghezza della canna espressa in calibri. Il pezzo originale in 104 mm fu quindi impiegato durante la Guerra d'Etiopia. Poi nel 1938 si decise di portare il calibro del pezzo a 105 mm in modo da usare il munizionamento standard italiano; 238 pezzi furono quindi ritubati dall'Arsenale Regio Esercito di Napoli (AREN). I 238 pezzi così modificati, ridenominati quindi Cannone da 105/32, furono distribuiti a 12 gruppi di artiglieria di corpo d'armata.
Allo scoppio della guerra, i gruppi furono inviati in Africa Orientale Italiana (una batteria); in Jugoslavia; in Russia 6 gruppi vennero assegnati all'11º e 30º Raggruppamento Artiglieria di Corpo d'Armata; in Tunisia 35 pezzi vennero assegnati al 30º Corpo d'armata; nel giugno 1943 il cannone equipaggiava ancora il LIV, LV, LVI e LXIII Gruppo Artiglieria di Corpo d'Armata, alcuni dei quali impegnati in Sicilia per la difesa costiera.
Dopo l'armistizio, quattro cannoni da 105/32 furono utilizzati sul fronte Anzio-Nettuno dalla 2ª Batteria "Fulmine" del Gruppo Artiglieria da Montagna "San Giorgio" del 3º Reggimento Artiglieria "Condottieri", unità della Xª Flottiglia MAS.

## Tecnica
- granata da 104[1]: originale austriaca, in acciaio, carica in tritolo fuso, 17,5 kg
- granata shrapnel da 104: originale austriaca, a pallette di piombo, 17,5 kg
- granata shrapnel da 104: originale austriaca, a pallette di ferro, 15,2 kg
- granata monoblocco da 105[2] (15,5 kg, V0 565 m/s, gittata 11425 m) a consumazione
- granata di ghisa acciaiosa da 105: 15,4 kg, V0 445 m/s, gittata 10980 m, a consumazione
- granata da 105 mod 32: 16,3 kg, V0 576 m/s, gittata 12780 m,
- granata da 105 mod 32G: 16,15 kg, V0 576, gittata 12780 m,
- granata a doppio effetto da 105 mod. 32: 15,125 kg, V0 570 m/s, gittata 13640 m, a consumazione
- granata a doppio effetto da 105 mod. 36: 16,2 kg, V0 570 m/s, gittata 13640 m,
- granata a doppio effetto da 105 mod. 36 G: 15,9 kg, V0 579 m/s,
- granata perforante da 105: 15,65 kg, V0 579, gittata 2500 m,
- granata perforante 105/28-32 (16,65 kg) in fase sperimentale
- granata semiperforante da 105 (16,65 kg) in fase sperimentale
- granata da 105 controcarri mod. 43 EP: 14 kg, V0 602 m/s, gittata 12360 m, a carica cava
- granata da 105 controcarri mod. 43: 14 kg, V0 510 m/s, gittata 9400 m,
- granata da 105 fumogena-incendiaria
- granata da 105 fumogena
- granata da 105 inerte (per esercitazione)

La canna è in acciaio, con il tubo dell'anima cerchiato da due manicotti di rinforzo e, con l'otturatore a cuneo a chiusura orizzontale, pesa 1270 kg. Essa è incavallata su un affustino a lungo rinculo costante, con freno di sparo a doppio cono e manicotto a chiocciola e recuperatore idropneumatico per la rimessa in batteria. L'affusto è con coda unica, a due ruote da 1,3 m di diametro su sala a sospensioni elastiche e consente all'affustino una elevazione da -10° a +30° ed un brandeggio di 6°; è munito di scudatura e di due sedili per i serventi. Il munizionamento è a cartoccio-proietto con bossolo metallico.
Il traino, animale su 3 pariglie o meccanico, è effettuato su due vetture, una vettura cannone da 2850 kg ed una vettura affusto da 2750 kg. Per il traino in montagna si utilizzano speciali carrelli con avantreno, con carreggiata di soli 950 millimetri, dividendo il cannone in carrello cannone, carrello culla,carrello affusto e carrello sala e scudo.
Nonostante il 105/32 disponesse della gittata più lunga tra le artiglierie di corpo d'armata in servizio nel Regio Esercito tra il 1940 e il 1943, le prestazioni di tale arma furono piuttosto negative. Infatti per una potenza di fuoco simile a quella del cannone da 105/28, il 105/32 era più pesante e meno manovrabile della sua controparte. I problemi di traino sul fango dell'Ucraina furono tali che lo CSIR ne chiese invano la sostituzione con il 105/28.